# Комоштень
Комоштень, Комоштені (рум. Comoșteni) — село у повіті Долж в Румунії. Входить до складу комуни Гинджова.
Село розташоване на відстані 188 км на захід від Бухареста, 50 км на південь від Крайови.

## Населення
За даними перепису населення 2002 року у селі проживали 1249 осіб.
Національний склад населення села:
| Національність | Кількість осіб | Відсоток |
| -------------- | -------------- | -------- |
| румуни         | 1071           | 85,7%    |
| цигани         | 177            | 14,2%    |

Рідною мовою назвали:
| Мова      | Кількість осіб | Відсоток |
| --------- | -------------- | -------- |
| румунська | 1071           | 85,7%    |
| циганська | 177            | 14,2%    |